# Andrėj Kudravec
Andrėj Ruslanavič Kudravec (in bielorusso Андрэй Русланавіч Кудравец?; Barysaŭ, 2 settembre 2003) è un calciatore bielorusso, portiere della Dinamo Mosca e della nazionale bielorussa.

## Carriera

### Club
Nel 2019 viene tesserato dal BATĖ Borisov, che nel 2020 lo aggrega alla prima squadra.

### Nazionale
Ha giocato nelle nazionali giovanili bielorusse Under-17, Under-19 ed Under-21.
Esordisce in nazionale il 17 novembre 2022 in un'amichevole disputata a Dubai contro la Siria, vinta 1-0 dalla Bielorussia.

## Statistiche

### Presenze e reti nei club
Statistiche aggiornate al 24 agosto 2023.
| Stagione        | Squadra         | Campionato      | Campionato | Campionato | Coppe nazionali | Coppe nazionali | Coppe nazionali | Coppe continentali | Coppe continentali | Coppe continentali | Altre coppe | Altre coppe | Altre coppe | Totale | Totale | Totale |
| Stagione        | Squadra         | Comp            | Pres       | Reti       | Comp            | Pres            | Reti            | Comp               | Pres               | Reti               | Comp        | Pres        | Reti        | Pres   | Reti   |        |
| --------------- | --------------- | --------------- | ---------- | ---------- | --------------- | --------------- | --------------- | ------------------ | ------------------ | ------------------ | ----------- | ----------- | ----------- | ------ | ------ | ------ |
| 2020            | BATĖ Borisov    | VL              | 0          | 0          | KB              | 3               | -2              | UEL                | 0                  | 0                  | -           | -           | -           | 3      | -2     |        |
| 2021            | BATĖ Borisov    | VL              | 12         | -12        | KB              | 5               | -6              | UECL               | 0                  | 0                  | SB          | 0           | 0           | 17     | -18    |        |
| 2022            | BATĖ Borisov    | VL              | 25         | -16        | KB              | 5               | -3              | UECL               | 2                  | -5                 | SB          | 1           | 0           | 33     | -24    |        |
| 2023            | BATĖ Borisov    | VL              | 14         | -14        | KB              | 0               | 0               | UCL+UEL+UECL       | 4+1                | -12 + -5 + -4      | -           | -           | -           | 20     | -35    |        |
| Totale carriera | Totale carriera | Totale carriera | 51         | -42        |                 | 13              | -11             |                    | 8                  | -26                |             | 1           | 0           | 73     | -79    |        |

### Cronologia presenze e reti in nazionale
| Cronologia completa delle presenze e delle reti in nazionale ― Bielorussia | Cronologia completa delle presenze e delle reti in nazionale ― Bielorussia | Cronologia completa delle presenze e delle reti in nazionale ― Bielorussia | Cronologia completa delle presenze e delle reti in nazionale ― Bielorussia | Cronologia completa delle presenze e delle reti in nazionale ― Bielorussia | Cronologia completa delle presenze e delle reti in nazionale ― Bielorussia | Cronologia completa delle presenze e delle reti in nazionale ― Bielorussia | Cronologia completa delle presenze e delle reti in nazionale ― Bielorussia |
| Data                                                                       | Città                                                                      | In casa                                                                    | Risultato                                                                  | Ospiti                                                                     | Competizione                                                               | Reti                                                                       | Note                                                                       |
| -------------------------------------------------------------------------- | -------------------------------------------------------------------------- | -------------------------------------------------------------------------- | -------------------------------------------------------------------------- | -------------------------------------------------------------------------- | -------------------------------------------------------------------------- | -------------------------------------------------------------------------- | -------------------------------------------------------------------------- |
| 17-11-2022                                                                 | Dubai                                                                      | Siria                                                                      | 0 – 1                                                                      | Bielorussia                                                                | Amichevole                                                                 | -                                                                          |                                                                            |
| 25-3-2023                                                                  | Novi Sad                                                                   | Bielorussia                                                                | 0 – 5                                                                      | Svizzera                                                                   | Qual. Euro 2024                                                            | -5                                                                         |                                                                            |
| Totale                                                                     |                                                                            | Presenze                                                                   | 2                                                                          |                                                                            | Reti                                                                       | -5                                                                         |                                                                            |

## Palmarès

### Club

#### Competizioni nazionali
- Coppa di Bielorussia: 1

BATĖ Borisov: 2020-2021
- Supercoppa di Bielorussia: 1

BATĖ Borisov: 2022